# اسکار سالازار
اسکار سالازار بلانکو (زاده ۳ نوامبر ۱۹۷۷ در مکزیکو سیتی) تکواندوکار مکزیکی و مدال آور المپیک است. وی در المپیک تابستانی ۲۰۰۴ در آتن رقابت پرداخت و در وزن ۵۸ کیلوگرم، مدال نقره دریافت کرد.سالازار در بازیهای پان امریکن سال ۱۹۹۹ در وینیپگ، برنده مدال طلا شد.